# Tavaux
Tavaux – miejscowość i gmina we Francji, w regionie Burgundia-Franche-Comté, w departamencie Jura.
Według danych na rok 1990 gminę zamieszkiwało 4387 osób, a gęstość zaludnienia wynosiła 317 osób/km² (wśród 1786 gmin Franche-Comté Tavaux plasuje się na 30. miejscu pod względem liczby ludności, natomiast pod względem powierzchni na miejscu 256.).